# Nowa Wieś Grodziska (gromada)
Nowa Wieś Grodziska – dawna gromada, czyli najmniejsza jednostka podziału terytorialnego Polskiej Rzeczypospolitej Ludowej w latach 1954–1972.
Gromady, z gromadzkimi radami narodowymi (GRN) jako organami władzy najniższego stopnia na wsi, funkcjonowały od reformy reorganizującej administrację wiejską przeprowadzonej jesienią 1954 do momentu ich zniesienia z dniem 1 stycznia 1973, tym samym wypierając organizację gminną w latach 1954–1972.
Gromadę Nowa Wieś Grodziska z siedzibą GRN w Nowej Wsi Grodziskiej utworzono – jako jedną z 8759 gromad na obszarze Polski – w powiecie złotoryjskim w woj. wrocławskim, na mocy uchwały nr 35/54 WRN we Wrocławiu z dnia 2 października 1954. W skład jednostki weszły obszary dotychczasowych gromad Nowa Wieś Grodziska, Czaple, Sędzimirów i Grodziec (bez części obszarów leśnych położonych na północ i południe od granic dotychczasowej gromady Jurków) ze zniesionej gminy Pielgrzymka w tymże powiecie. Dla gromady ustalono 27 członków gromadzkiej rady narodowej.
31 grudnia 1961 gromadę zniesiono, a jej obszar włączono do gromad: Pielgrzymka (wsie Nowa Wieś Grodziska, Sędzimirów i Czaple) i Zagrodno (wieś Grodziec) w tymże powiecie.